# مسمومیت فلج‌کننده صدف
مسمومیت فلج‌کننده صدف (انگلیسی: Paralytic shellfish poisoning) که به اختصار «PSP» نامیده می‌شود، یکی از بیماری‌های چهارگانهٔ ناشی از مسمومیت غذایی با صدف است که علائم مشابهی دارند و با مصرفِ غذاییِ دوکفه‌ای‌ها (همچون صدف سیاه، صدف دوکفه‌ای، صدف چروک و اسکالوپ) مرتبط هستند. این صدف‌ها از جلبک‌های ریز معلق در آب‌ها تغذیه می‌کنند که برخی از آنها همچون داینوفلاژل‌ها دیاتومها و سیانوباکترها، حاویِ ساکسیتوکسین و سموم مؤثر بر دستگاه عصبی هستند. این بیماری می‌تواند برای انسان مرگ‌آفرین باشد.
بیشتر موارد این بیماری، در اثر جلبک‌های «الکساندریوم کاته‌نلا»، «الکساندریوم تامارنس» و «الکساندریوم فوندی‌ینس» ایجاد می‌شوند که همگی با هم، خانوادهٔ بزرگ «الکساندریوم تامارنس» را تشکیل می‌دهند. در آسیا، علت بروز این بیماری، گونهٔ «پیرودینیوم باهامانس» است. همچنین، برخی از انواع بادکنک‌ماهیان نیز دارای ساکسیتوکسین هستند و مصرف آنها برای انسان خطرناک است.

## پاتوفیزیولوژی
بیشتر سمومی که در ایجاد مسمومیت‌های غذایی با صدف دخیل هستند، محلول در آب و مقاوم به حرارت و اسید هستند و پختنِ معمولیِ غذا، آنها را از بین نمی‌برد. مهمترین سمِ ایجادکنندهٔ «مسمومیت فلج‌کننده صدف»، «ساکسیتوکسین» نام دارد. این سم، تا چندین هفته در صدف باقی می‌ماند، اما دیده شده، در گونهٔ «صدف کَره‌ای»، تا حدود دو سال هم باقی مانده است. سموم دیگر، شاملِ «نئوساکسیتون» و «گونیائوتوکسین ۱ تا ۴» است که همگی بر دستگاه عصبی جانداران اثر می‌گذارند.
ابتلا به این بیماری در فُرم شدید آن و به‌ویژه در کودکان و افرادی که به دلایلی، دچار نقص سیستم ایمنی هستند، مرگبار است. علائمِ بیماری ظرف ۳۰ دقیقه پس از خوردن صدفِ آلوده آغاز شده و شامل تهوع، استفراغ، اسهال، دردهای شکمی، سوزش یا گزگز لب‌ها، لثه، زبان، صورت، گردن، دست‌ها، پاها و انگشتان است. گاهی تنگی نفس، خشکی دهان، احساس خفگی، اختلال تکلم و ناهماهنگی حرکات عضلات هم رخ می‌دهد.

## مسمومیت در سایر جانداران
این بیماری، یکی از دلایلِ ناتوانی یا مرگ‌ومیرِ سمورهای دریایی در آلاسکاست که یکی از غذاهای اصلی‌شانِ «صدف کَره‌ای» است که ساکسیتوکسین را به عنوان یک مکانیسم دفاعی در خود نگه می‌دارد. همچنین تغذیه از ماهی‌های خال‌خالیِ آلوده به ساکسیتوکسین، موجب مرگ‌ومیرِ نهنگان گوژپشت شده است.
تصور بر آن است که علتِ مرگِ فک‌های راهب مدیترانه در دریای مدیترانه هم، «مسمومیت فلج‌کننده صدف» بوده است، اما هنوز شواهد و مدارکِ کافی برای اثباتِ این فرضیه بدست نیامده است.